# Smithland (Iowa)
Smithland es una ciudad ubicada en el condado de Woodbury en el estado estadounidense de Iowa. En el Censo de 2010 tenía una población de 224 habitantes y una densidad poblacional de 234,38 personas por km².

## Geografía
Smithland se encuentra ubicada en las coordenadas 42°13′44″N 95°55′52″O / 42.22889, -95.93111. Según la Oficina del Censo de los Estados Unidos, Smithland tiene una superficie total de 0.96 km², de la cual 0.96 km² corresponden a tierra firme y (0%) 0 km² es agua.

## Demografía
Según el censo de 2010, había 224 personas residiendo en Smithland. La densidad de población era de 234,38 hab./km². De los 224 habitantes, Smithland estaba compuesto por el 97.32% blancos, el 0% eran afroamericanos, el 0% eran amerindios, el 0% eran asiáticos, el 0% eran isleños del Pacífico, el 2.23% eran de otras razas y el 0.45% pertenecían a dos o más razas. Del total de la población el 3.13% eran hispanos o latinos de cualquier raza.